# Салтикова Марія Олександрівна
Княжна Марія Олександрівна Салтикова, в шлюбі графиня Потоцька (пол. Marie Potocka; 4 лютого (16)1806, Санкт-Петербург, Росія — 9 січня (21 січня) 1845, Париж, Франція) — світська дама в 1820-х і 1830-х рр., якій присвячували вірші російські поети «золотого століття» і яку зобразив на своєму останньому портреті О. Кіпренський. Дружина Болеслава Потоцького. Дочка князя О. М. Салтикова і його дружини Наталії Юріївни Салтикової-Головкіної, останньої графині Головкіної.

## Біографія
З народження належала до верхівки петербурзького суспільства, була онукою найбільших сановників — графа Ю. А. Головкіна (по матері) і ясновельможного князя Н. І. Салтикова (по батькові). У січні 1826 року взяла в шлюб з графом Болеславом Потоцьким (1805—1893), шістнадцятим нащадком польського магната Станіслава Щенсного Потоцького, народженим вже після його смерті. З приводу їхнього шлюбу одна з сучасниць писала: «Судячи з рішення Потоцької вийти заміж за таку обмежену людину, як її чоловік, ця маленька жінка повинна мати чимало марнославства, надію виправити становище нікчемності, в якому знаходиться людина без засобів; вона бачить своє щастя в придбанні ґудзиків на сорочках то в формі метеликів, то стріл, і ця її пристрасть дивна».
Перші роки після одруження жила в Петербурзі, давала в своєму будинку раути і танцювальні вечори, які вірізнялись «смаком і розкішшю декорування». Через туберкульоз з 1832 року була вимушена майже постійно жити за кордоном.
Графиня брала участь в вечорах-зібраннях у О. Кіпренського в Римі. В 1835 році художник виконав портрет Марії Потоцької на фоні південного моря поряд з її сестрою графинею Софією Шуваловою (1806—1841) і ефіопкою. Це останній закінчений твір Кіпренського. Портрет був замовлений художнику Потоцькою за 1000 скудо і залишився невикупленим. До сьогоднішнього часу між мистецтвознавцями ведеться дискусія з приводу атрибуції зображеної дами.

За останніми версіями, Потоцька зображена з мандоліною (О. Кіпренський зробив окремо ескіз Потоцької, ця робота знаходиться в Алупкінському палаці-музеї). Графиню Потоцьку любили і оспівували поети. Сліпий поет І. І. Козлов присвятив їй вірш «Перше побачення» і писав про неї в 1837 році в своєму щоденнику:
|  | Я был в восхищении от неё. Она будет также звездой для моего сердца: она высказала ко мне самое мило участие. Говорят, что она очень хороша собой, — сколько я могу судить, она очень умна, соединяет большую чувствительность с пылкой душой... Она спела мне чудную арию и романс. Она ученица госпожи Малинбран. |

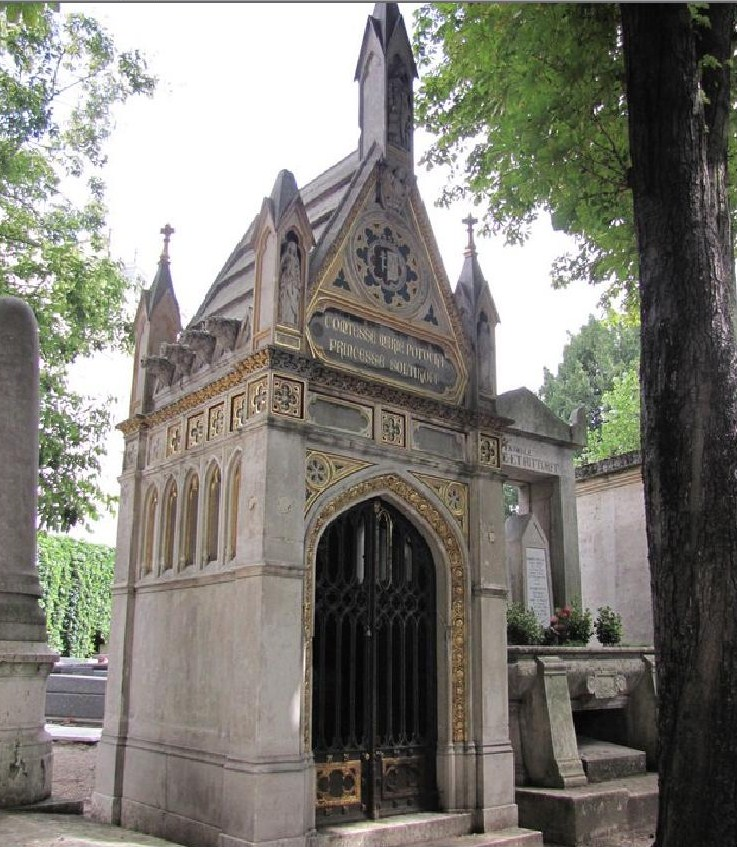
Каплиця над могилою Потоцької

До кола її спілкування входили Жуковський, О. Тургенєв, який писав, що не одним «гострим носиком і важкими очима Потоцька всім подобається». Князь П. А. Вяземський написав для неї на віллі д'Есте вірш «Роза і кипарис». Доллі Фікельмон ускладнювалась дати їй однозначну оцінку:
|  | Красивая, болезненная, грациозная, лишенная естественности, сентиментальная, полуувядшая кокетка, со сверкающими глазами и вялым голосом, танцующая живо и вдохновенно; соблазнительная, в высшей степени умеющая владеть собой; вычурная, рассчитанная на эффект манера одеваться; без склонности к мнимой сердечности! |

Останні роки графиня Потоцька жила окремо від чоловіка. Важка хвороба позначалася на її психологічному стані. У 1842 році Тургенєв писав О. Булгакову, що графиня Потоцька збожеволіла в Монпельє, вона там одна з дитиною і допомогти їй нікому. У 1844 році графиня Потоцька, вже невиліковно хвора, оселилася в фешенебельному районі Парижа, на Вандомській площі. У січні 1845 року вона померла. В. П. Балабін, секретар посольства Росії у Франції, записав у своєму щоденнику:
|  | Мы видели как в эти дни после двухлетней агонии угасала эта бедная Мария Потоцкая. Накануне своей смерти она выехала в экипаже на прогулку и чуть не умерла, пока её осторожно прогуливали по Елисейским полям. |

Похована на невеликому кладовищі на Монмартрі. Граф Потоцький звів над її могилою каплицю, а надгробний пам'ятник замовив скульптору Ф. Дюре. У шлюбі мала одну доньку:
- Марія Болеславівна (1 серпня 1839 — 18 березня 1882), народилася в Римі, з 1856 року дружина графа Григорія Сергійовича Строганова (1829—1910).  Будинок Володковича в Кракові

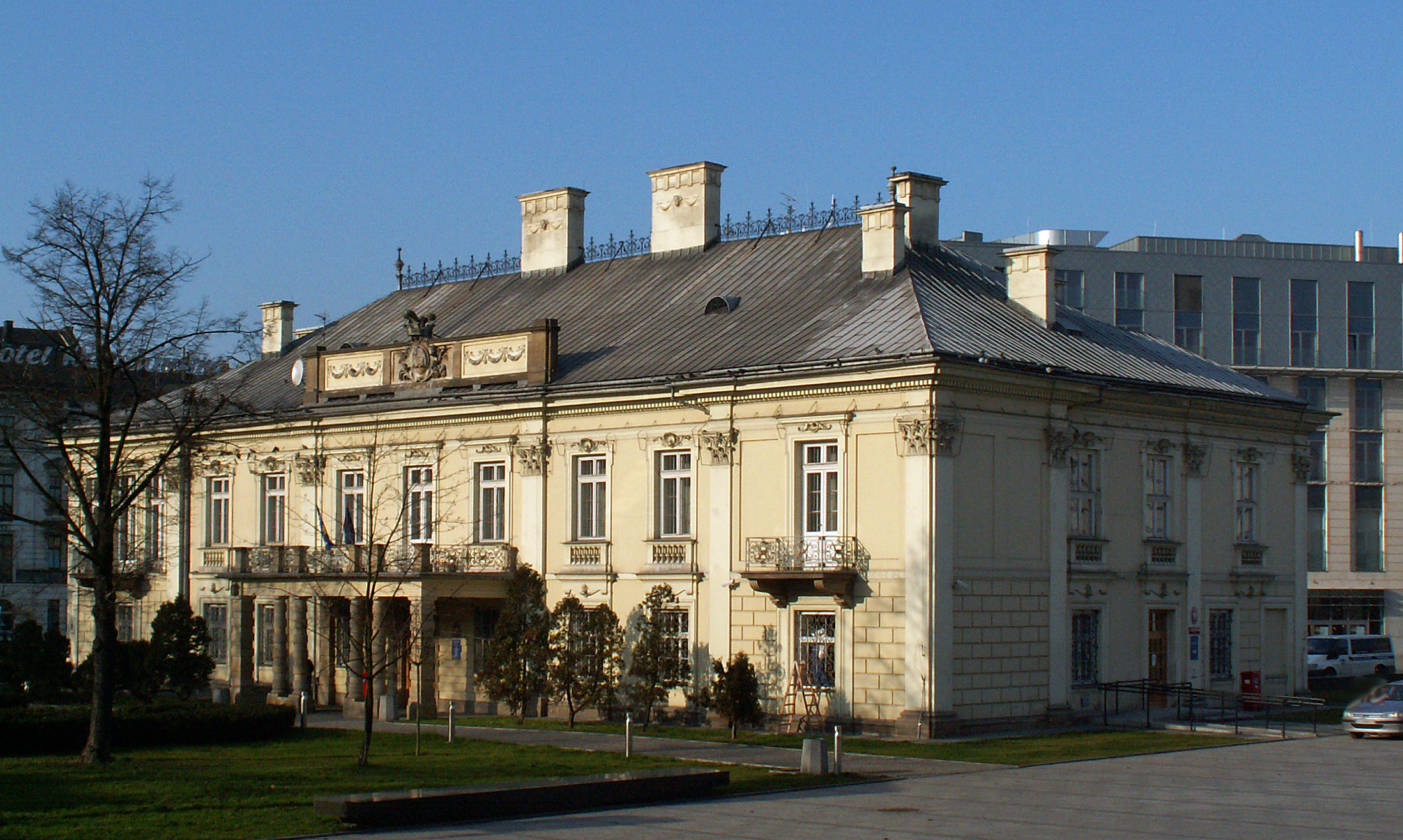
Будинок Володковича в Кракові

Позашлюбна дочка, Софія Ідль (Zofia Idl; 1842—1900), була вихована в будинку графа Болеслава разом з його рідною донькою Марією. У 1858 році стала дружиною подільського землевласника Владислава Володковича (1832—1889). У 1860-му у сімейства Володковичів народився син Болеслав, названий на честь графа Потоцького, хрещеним якого той теж був. Софія, відома в Кракові благодійниця, була пограбована і вбита в поїзді «Одеса-Київ». Похована в Кракові у спільній могилі з сином і чоловіком.